# Bei Mir Bist Du Shein
Clip vidéo
[vidéo] « The Andrews Sisters - Bei Mir Bist du Schon », sur YouTube
Bei Mir Bist Du Shein (בייַ מיר ביסטו שיין, en yiddish, Bei Mir Bist Du Schoen, en yiddish germanisé, Pour moi tu es belle, en français, To Me You're Beautiful, en anglais) est une célèbre chanson d'amour populaire traditionnelle yiddish, composée à l'origine sous le titre Bei Mir Bistu Shein par les auteur-compositeur Jacob Jacobs (paroles) et Sholom Secunda (musique) pour la comédie musicale yiddish I Would if I Could de 1932. The Andrews Sisters (les sœurs Andrews) deviennent des stars internationales de l'histoire du jazz avec la célèbre version standard du jazz swing-jazz-yiddish américaine Bei Mir Bist Du Schoen de 1937.

## Historique

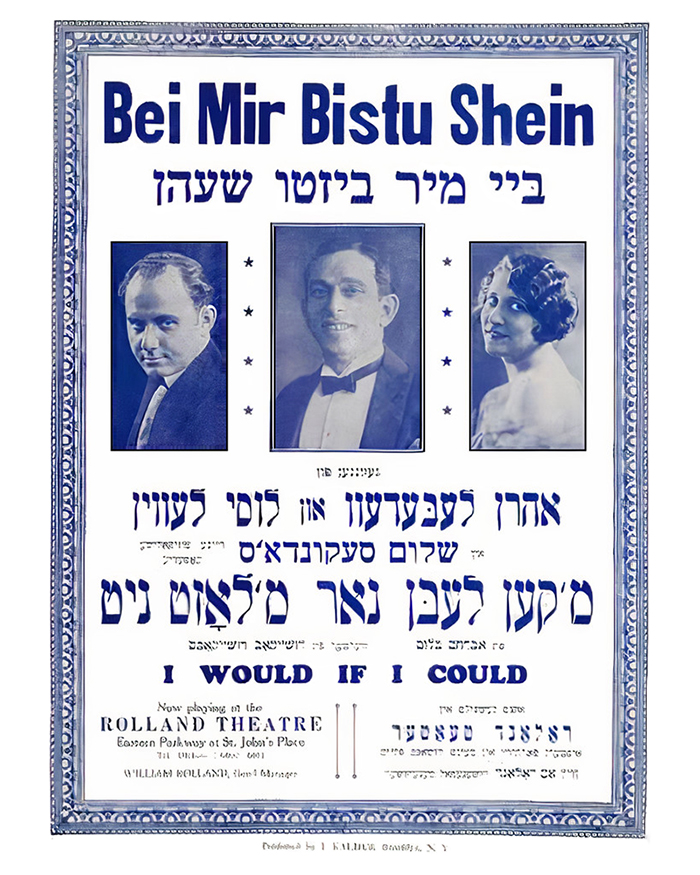
Affiche originale du spectacle de New York de 1938 I Would if I Could de 1932 (Je le ferais si je pouvais)

Cette chanson d'amour est interprétée à l'origine par l'acteur-ténor Aaron Lebedov dans la comédie musicale yiddish I Would if I Could (Je le ferais si je pouvais, Men Ken Lebn Nor Men Lost Nisht, en yiddish) de 1932, jouée durant la saison 1932-1933 au Parkway Theatre (en) de Brooklyn à New York.
Le parolier-compositeur-musicien américain Sammy Cahn entend la chanson en 1937, chantée avec succès en yiddish par les artistes américains Johnnie et George à l'Apollo Theater de Harlem à New York, et pousse son éditeur-employeur d'alors Lou Levy, à acheter les droits de publication (vendus trente dollars par ses auteurs quelques années plus tôt) pour en réécrire une version swing-jazz en anglais, avec le compositeur Saul Chaplin, sous le titre yiddish germanisé Bei Mir Bist Du Schoen. 
Ils font enregistrer le titre le 24 novembre 1937 chez Decca Records par le trio de chanteuses close harmony américaines alors peu connues The Andrews Sisters (les sœurs Andrews) et leur chef d'orchestre big band jazz Vic Schoen (en). Leurs premières diffusions sur des stations de radio de New York du 8 janvier 1938 les propulse dans la légende de l'histoire du jazz, avec un succès international phénoménal. Ce hit est dès la fin du mois de janvier 1938, première place du palmarès Billboard pendant cinq semaines, disque d'or avec plus de 350 000 disques vendus aux États-Unis, avec 2,5 millions d'exemplaires vendus en 1961, et plusieurs millions de dollars de gains pour ses auteurs (un des plus importants succès du répertoire des sœurs Andrews, qui ont vendu un nombre record de plus de 75 millions de disques dans le monde en près de 40 ans de carrière). Ce standard de jazz international connaît un succès en particulier durant leur tournée en uniforme de l'armée américaine pendant la Seconde Guerre mondiale (avec entre autres Boogie Woogie Bugle Boy, Rum and Coca-Cola, Don't Sit Under the Apple Tree (with Anyone Else but Me), ou In the Mood…).
La version des Andrews Sisters reçoit en 1996 le Grammy Hall of Fame Award. En 2008, elle est inscrite au Registre national des enregistrements du Congrès des États-Unis. 

## Reprises et arrangements
Il est repris, arrangé, et enregistré depuis par de nombreux interprètes de l'histoire du jazz et de la variété internationale, avec en particulier la version Bei Mir Bist Du Shein Diga Diga Doo de 2014 des The Hot Sardines :
- The Andrews Sisters
- Django Reinhardt
- Eddie Rosner
- Ray Anthony
- Belle Baker
- Dan Barrett (en)
- The Barry Sisters
- Acker Bilk
- Al Bowlly
- Teresa Brewer
- Budapest Klezmer Band
- Sammy Cahn
- June Christy
- The Clark Sisters
- Buddy Clark
- Billy Cotton & His Band (en)
- Tom Cunningham (en)
- Dukes of Dixieland (en)
- Booker Ervin
- Giora Feidman
- Ella Fitzgerald
- Slim Gaillard
- Judy Garland
- Isabelle Georges
- Isaac et Nora
- Terry Gibbs
- Benny Goodman
- Nina Hagen (2006)
- Lionel Hampton  and His Orchestra
- Dick Hyman
- Gordon Jenkins
- Leroy Jones (en)
- Greta Keller
- Klezmer Conservatory Band (en)
- Steve Lawrence
- Zarah Leander
- Ramsey Lewis
- Listen Up!
- Guy Lombardo
- Shelly Manne
- Léo Marjane
- Glenn Miller
- Moreno
- Arthur Murray Orchestra
- Poum Tchack
- Louis Prima
- The Puppini Sisters
- Max Raabe & Palast Orchester (en)
- Gemma Ray
- The Red Elvises
- Adrian Rollini & His Novelty Trio & Quintet
- Janis Siegel (en)
- Willie "The Lion" Smith
- Jack Teagarden
- Martha Tilton
- Léonid Outiossov
- The Village Stompers (en)
- Bob Wilber
- Garland Wilson
- Talila
- Cal Tjader, album Tjader Plays Mambo (1954) version mambo instrumentale
- Teddy Wilson
- Waldeck
- Western Special
- Marianne Feder
- Robin McKelle
- Maxim Saury & Michel Crichton (version instrumentale)
- Rive Droite, Rive Gauche Swing Band avec Daniel Huck (instrumental)
- Tradswing Quintet, album The Good Life (2010)[8]
- Gevolt
- Freilax Orchestar
- Company B Jazz Band
- Tomomi Sawa (沢知美) (album Hito No Ki Mo Shiranaide (1970 : version Japonaise Bosanova (素敵なあなた) Suteki na anata)
- Dezibelles (Sturm & Gsang, 2013)
- The Hot Sardines, version Bei Mir Bist Du Shein Diga Diga Doo (2014)
- Gunhild Carling[9]
- Robyn Adele Anderson[10]

## Théâtre, films, jeux vidéo
- 1932 :  I Would if I Could, comédie musicale yiddish, avec l'acteur-ténor Aaron Lebedov
- 1938 : Love, Honor and Behave, de Stanley Logan (chanson thème du film)
- 1980 : Le Dernier Métro, de François Truffaut, avec Catherine Deneuve, Gérard Depardieu, et Jean Poiret.
- 1993 : Swing Kids, de Thomas Carter
- 2007 : BioShock, musique de jeu vidéo